# ウマ娘 プリティーダービー 新時代の扉
『ウマ娘 プリティーダービー 新時代の扉』（ウマむすめ プリティーダービー しんじだいのとびら）は、2024年5月24日に公開されたCygamesPictures制作による日本のアニメーション映画。Cygamesによるメディアミックスプロジェクト「ウマ娘 プリティーダービー」を原案とした映画作品。

## 概要

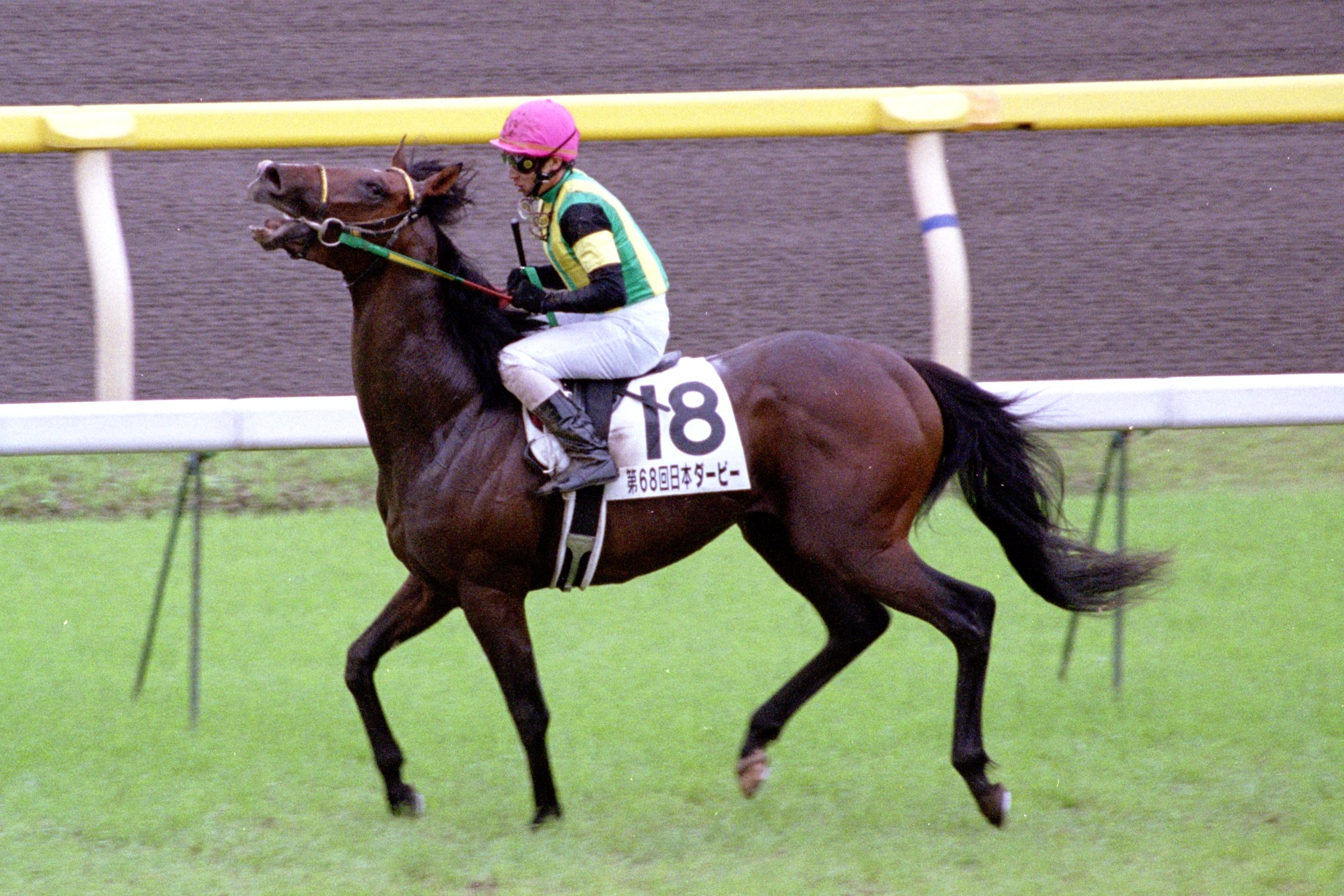
モデルとなったジャングルポケット
2001年5月27日 東京競馬場 第68回東京優駿
鞍上、角田晃一

2023年12月28日、テレビアニメ第3期『ウマ娘 プリティーダービー Season 3』第13話（最終回）の放送終了後、初の映画化作品として本作の制作が決定したことが告知された。アニメーション制作スタジオは2023年のWebアニメ『ウマ娘 プリティーダービー ROAD TO THE TOP』の制作に関わったCygamesPicturesが担当する。
ジャングルポケットを主人公に、同世代のライバルたちとの競い合いを新たなストーリーとして展開する。ティザービジュアルでは「最強はオレだ」をキャッチコピーに、ジャングルポケットが熱き戦いに向かっていく姿が描かれている。
2024年2月22日に配信された『ぱかライブTV Vol.38 3周年記念 ハッピーウィンターフェス！』にて新規公開されたジャングルポケットと同世代であるダンツフレームが本作に登場することが発表された。
直接の続編では無いものの『ROAD TO THE TOP』とは世界観を共有しており、一部の登場人物は今作でも登場する。

## あらすじ
トゥインクル・シリーズのレースを観るため中山レース場を訪れたジャングルポケット（以下ポッケ）は、そこで目撃したフジキセキの走りに心を奪われ、自らも『最強』になることを目指してレースへの参加を志す。日本中央トレセン学園に入学したポッケは、かつてフジキセキを担当した老トレーナー・タナベの指導によって瞬く間にその才能を開花させた。夏のデビュー戦から無敗のまま、12月のジュニア級G1・ホープフルステークスに出走したポッケだったが、そこで初めて競うアグネスタキオンに敗北する。落ち込むポッケだが、その翌日に行われた有馬記念で優勝し、シニア級G1完全制覇の偉業を達成した「覇王」テイエムオペラオーの雄姿に闘志を掻き立てられる。
年が明けクラシック級に進んだポッケは、級友のダンツフレームを引き連れて、タキオンが友人のマンハッタンカフェと共有して居室にしている理科準備室に押しかける。タキオンは一方的なポッケの宣戦布告に応じるが、ウマ娘の身体能力の源や、走り続けた先に拓けるはずの『真理』を研究したいタキオンにとって、レースの結果自体はどうでもよいものだった。それぞれの前哨戦を快勝したポッケとタキオンは、ダンツも交えてクラシックG1・皐月賞で再び競い合うが、結果はタキオンの完勝だった。しかしその直後、タキオンは左脚の故障を理由にレース参加の無期限休止を発表する。自らの左脚の限界を察したタキオンは、狂気の走りを同期達に見せつけ、それを成長の糧として『真理』へ到達するウマ娘を観察しようと考えていたのだ。
ダンツとカフェがそれぞれの信念に則って走り続ける一方、気持ちの整理がつかずに荒れるポッケ。タナベは、かつてクラシック三冠制覇を確実視されながらも故障で引退を余儀なくされたフジキセキと、その想いを継がずに一時期トレーナーを辞していた自分を引き合いに出し、ポッケに新たな夢を託していることを伝える。タナベとフジキセキの想いを汲んだポッケは、続くクラシックG1・日本ダービーにおいてダンツとの壮絶な競り合いを制し、世代最強の証・ダービーウマ娘の称号を手にした。観客席から観戦していたタキオンは、ポッケが期待以上の走りを見せたことを無邪気に喜んだものの、ポッケが「自分の代わりに」ウマ娘の『真理』に到達することに気付き、複雑な表情を浮かべる。それを知る由もないポッケは、勝利の興奮と、二度と競えないタキオンへの複雑な感情に身を任せ、ただひたすら叫び続ける。
ポッケ達は夏の合宿に参加するが、調子を上げていくカフェやダンツと裏腹に、ポッケは徐々に精彩を欠いていく。始動戦のG2・札幌記念では凡走し、クラシック最後のG1・菊花賞においてもカフェの後塵を拝する。ポッケの心中には、常に自分の先を走り続けるタキオンの幻影と、「自分は『最強』なんかじゃない」とささやき続けるもう一人の自分の幻影が巣食っており、自らを追い詰めていた。そのことを察したフジキセキは、早期引退を余儀なくされたことで「全盛期のまま走り続ける自分自身の幻影」に悩んだ過去を持つ自分とポッケを重ね合わせ、ポッケに初心を取り戻させるべく、一対一のマッチレースに誘う。己の迷いを克服してレースに復帰しようとするフジキセキの姿から「決して追い付けない幻影を前にして、それでも走り続けた者だけが『最強』の資格を掴める」ことを見出したポッケは、現役最強のテイエムオペラオーに挑むべく、東京レース場で行われる国際G1・ジャパンカップへの出走を決める。
一方、タキオンは相変わらず研究に勤しんでいたが、日本ダービーで抱いたレースへの未練はますます強くなり、その煮え切らない態度に愛想を尽かしたカフェからも距離を置かれるようになる。荒れ放題になった理科準備室を訪ね、助力を請うて来たポッケをタキオンは突き放すが、めげずにダンツやカフェを誘ってトレーニングに向かうポッケの姿に、かつては高みにいたはずの自分がいつの間にか同期達から独り置き去りにされている現実を突きつけられるのだった。
11月25日、ジャパンカップが始まる。ダンツやカフェ、タナベやフジキセキ、そして観客席で力無く佇むタキオンの遥か前方で、ポッケやオペラオー達は死力を尽くしたレースを繰り広げる。ラストスパートに移るポッケを見たタキオンは「自分自身が『真理』にたどり着かねば意味がない」という衝動に駆られ、レース場を飛び出してがむしゃらに走り始めた。そしてポッケもまた、立ちふさがる自分自身の幻影を打ち砕き、オペラオーとの一騎打ちに競り勝って名実ともに『最強』の座を手にする。走る喜びを思い出したタキオンが目を輝かせた時、ポッケの心からの勝利の雄叫びが東京レース場に木霊した。
月日は流れ、タキオンが去った後も走り続けたポッケ、ダンツ、カフェと、負傷を乗り越え帰ってきたタキオンを交えた新たなレースの開幕を描き、物語は幕を閉じる。

## 登場キャラクター

### ウマ娘
ジャングルポケット
声 - 藤本侑里
本作の主人公。愛称は「ポッケ」。フジキセキの弥生賞のレースを見て感銘を受け、トレセン学園に入学する。目標となる強者と競い合うことで成長するタイプのアスリートであり、その超えるべき壁となるタキオンが唐突に去ったことで悩みを抱えることになる。
アグネスタキオン
声 - 上坂すみれ
他の同期を圧倒する実力を持ちながらも、ウマ娘に関する研究に腐心する変人ウマ娘。ポッケにとって決して越えられない壁となる一方、自らもポッケの走りに強い影響を受けていく。
マンハッタンカフェ
声 - 小倉唯
ミステリアスな雰囲気を漂わせる、コーヒー好きのウマ娘。彼女本人にしか見えない、全てのウマ娘を超える実力を持つ謎の存在「お友達」に追いつくことを目標としている。タキオンとは居室を共有しているが、怪しげな実験を持ち掛けてきたり、「お友達」をイマジナリーフレンド呼ばわりするなどの傍若無人な言動は良く思っていない。
ダンツフレーム
声 - 福嶋晴菜
明るく気遣い上手なウマ娘。心中では同期達ほどの才能が無いことに悩みつつも、勝って「舞台の真ん中」に立つことを強く願い、実直に走り続ける芯の強さを持つ。
テイエムオペラオー
声 - 徳井青空
「世紀末覇王」の異名をとる、トゥインクル・シリーズ現役最強のウマ娘。尋常ならざるナルシストで、常に芝居がかった話し方をする奇人だが、挑戦者に対しては心からの敬意を払う「真の強者」でもある。
フジキセキ
声 - 松井恵理子
ポッケがフリースタイル・レースからトゥインクル・シリーズに転身するきっかけとなった憧れの存在。現在は怪我のためレースの世界からは身を退いているが、先輩としてポッケを温かく見守る。
ナリタトップロード
声 - 中村カンナ
前作『ROAD TO THE TOP』の主人公で、ポッケとは同室のルームメイト。今作ではシニア級ウマ娘として日々トレーニングに励んでいる。
メイショウドトウ
声 - 和多田美咲
シマ、ルー、メイ
声 - 伊駒ゆりえ（シマ）、櫻井みゆき（ルー）、仁見紗綾（メイ）
いつも3人で行動しているウマ娘。親友のジャングルポケットと共にトレセン学園に入学し、彼女が出走するレースには必ず行って精一杯応援する。
トーセンジョーダン
声 - 鈴木絵理
ハルウララ
声 - 首藤志奈
キングヘイロー
声 - 佐伯伊織
エアシャカール
声 - 津田美波
ゴールドシチー
声 - 香坂さき
アグネスデジタル
声 - 鈴木みのり
ダイワスカーレット
声 - 木村千咲
ユキノビジン
声 - 山本希望
ライスシャワー
声 - 石見舞菜香
カレンチャン
声 - 篠原侑
ヒシミラクル
声 - 春日さくら
アドマイヤベガ
声 - 咲々木瞳
『また星は巡る』では主役を務める。
オグリキャップ
声 - 高柳知葉
ペリースチーム
声 - 森なな子
ホープフルステークスや日本ダービーでジャングルポケットと対戦するウマ娘の1人。新聞では黒船来航の見出しで最強世代の一角と見なされている。

### トレセン学園の関係者
タナベトレーナー
声 - 緒方賢一
ジャングルポケットを担当するベテラントレーナー。かつてはフジキセキの担当だったが、一時期ウマ娘の育成からは離れていた。ポッケ達からは「ナベさん」と呼ばれている。
沖田トレーナー（おきた）
声 - 土田大
ナリタトップロードのトレーナー。
樫本 理子（かしもと りこ）
声 - 朴璐美
桐生院 葵（きりゅういん あおい）
声 - 岡咲美保
乙名史 悦子（おとなし えつこ）
声 - 陶山恵実里

### その他の登場人物
泉本 奈々（いずもと なな）
声 - 本泉莉奈
トゥインクル・シリーズの実況を担当しているアナウンサー。
ウマ娘番組MC
声 - 斉藤慎二（ジャングルポケット）
解説
声 - 山本昌広
特別解説
声 - 大久保洋吉（元JRA調教師）
ジャパンカップの解説担当。

## スタッフ
- 原作 - Cygames[6]
- 監督 - 山本健[6]
- シナリオディレクター・ストーリー構成 - 小針哲也[6]
- 脚本 - 吉村清子[6]
- キャラクターデザイン・総作画監督 - 山崎淳[6]
- 美術監督 - 渡辺悠祐[6]
- 色彩設計 - 岩井田洋[6]
- 3D監督 - 中野祥典[6]
- 撮影監督 - 川下裕樹[6]、伏原あかね[6]
- 編集 - 木村佳史子[6]
- 音響監督 - 鶴岡陽太[6]
- 音楽プロデューサー - 内田哲也[6]
- 音楽 - 横山克[6]
- コンテンツディレクター - 秋津琢磨[6]
- キャラクターデザイン監修 - 清永みなみ[6]
- アニメーションプロデューサー - 溝口侃[6]
- アニメーション制作 - CygamesPictures[6]
- 配給 - 東宝[6]
- 製作 - 劇場版「ウマ娘 プリティーダービー 新時代の扉」製作委員会（Cygames、CygamesPictures）

## 主題歌
「Ready!! Steady!! Derby!!」
ジャングルポケット（藤本侑里）、アグネスタキオン（上坂すみれ）、マンハッタンカフェ（小倉唯）、ダンツフレーム（福嶋晴菜）による主題歌。作詞・作曲は大石昌良。編曲は eba（F.M.F）。ストリングスアレンジは岩嵜壮志。
公開2日後の5月26日に東京競馬場にて施行された第91回東京優駿の当日には、同競走にてファンファーレ生演奏を担当する陸上自衛隊中央音楽隊により、昼の休憩時間中の演奏会で演奏された。
「Beyond the Finale」
ジャングルポケット（藤本侑里）による挿入歌。作詞・作曲は大石昌良。作詞はアッシュ井上（Dream Monster）、柿沼雅美。作曲・編曲はアッシュ井上。
「PRISMATIC SPURT!!!!」
ジャングルポケット（藤本侑里）、アグネスタキオン（上坂すみれ）、マンハッタンカフェ（小倉唯）、ダンツフレーム（福嶋晴菜）による挿入歌。作詞は柿沼雅美。作曲・編曲は佐藤厚仁（Dream Monster）。
「うまぴょい伝説」
ジャングルポケット（藤本侑里）、アグネスタキオン（上坂すみれ）、マンハッタンカフェ（小倉唯）、ダンツフレーム（福嶋晴菜）、フジキセキ（松井恵理子）、テイエムオペラオー（徳井青空）、ナリタトップロード（中村カンナ）、メイショウドトウ（和多田美咲）、アドマイヤベガ（咲々木瞳）、オグリキャップ（高柳知葉）、ダイワスカーレット（木村千咲）、アグネスデジタル（鈴木みのり）、ユキノビジン（山本希望）、ライスシャワー（石見舞菜香）、エアシャカール（津田美波）、カレンチャン（篠原侑）、ゴールドシチー（香坂さき）、トーセンジョーダン（鈴木絵理）、ハルウララ（首藤志奈）、キングヘイロー（佐伯伊織）、ヒシミラクル（春日さくら）によるエンディングテーマ。作詞・作曲・編曲は本田晃弘（Cygames）。
「寂しくなんかなかった」
アニメ版『ウマ娘』第1期のサウンドトラックより、BGM曲による劇中曲。作曲・編曲はUTAMARO movement。
「ウマ娘ファンファーレ I GI」
「ウマ娘ファンファーレ I 重賞」
ゲーム版とアニメ版『ウマ娘』を引き継ぎ、東京&中山競走前のファンファーレによる劇中曲。作曲・編曲は高田龍一（MONACA）。

## 関連商品

### CD
- 劇場版『ウマ娘 プリティーダービー 新時代の扉』オリジナル・サウンドトラック（Lantis（バンダイナムコミュージックライブ）、2024年5月24日発売、LACA-25098）

### 書籍
- 小説 劇場版『ウマ娘 プリティーダービー 新時代の扉』（角川文庫、2024年5月28日発行、ISBN 978-4-04-114619-4[10]）
- ウマ娘 プリティーダービー アニメーションガイド ROAD TO THE TOP & 新時代の扉（KADOKAWA、2025年5月23日発行、ISBN 978-4-04-116322-1[11]）

### BD
- 劇場版『ウマ娘 プリティーダービー 新時代の扉』Blu-ray（東宝、2025年2月19日、豪華版（TBR35024D）/通常版（TBR35025D））[12]
  - 豪華版（2枚組）
    - 本編ディスク
      - 本編
      - 予告編集（特報、予告、TVスポット）
      - キャストオーディオコメンタリー

    - 特典ディスク
      - キャラクターPV
      - ノンテロップOP
      - オーディオドラマ「また星は巡る」[注 2]
      - 完成披露プレミア ライブパート

  - 通常版
    - 本編
    - 予告編集（特報、予告、TVスポット）
    - キャストオーディオコメンタリー

## 特別番組
本作品の公開を記念し、『劇場版『ウマ娘 プリティーダービー 新時代の扉』公開記念！最強スペシャル！！』が全国各局で順次放送された。出演者は藤本侑里、上坂すみれ、小倉唯、福嶋晴菜と本作品応援隊長のジャングルポケット（太田博久、おたけ、斉藤慎二）。ナレーションは徳井青空。
| 放送地域       | 放送局             | 放送日         | 放送時間                     | 系列           |
| -------------- | ------------------ | -------------- | ---------------------------- | -------------- |
| 富山県         | 富山テレビ         | 2024年 5月18日 | 土曜 10:25 - 10:55           | フジテレビ系列 |
| 福島県         | 福島テレビ         | 2024年 5月18日 | 土曜 14:00 - 14:30           | フジテレビ系列 |
| 鳥取県・島根県 | さんいん中央テレビ | 2024年 5月18日 | 土曜 16:30 - 17:00           | フジテレビ系列 |
| 高知県         | テレビ高知         | 5月19日        | 日曜 0:58 - 1:28（土曜深夜） | TBS系列        |
| 愛媛県         | あいテレビ         | 5月19日        | 日曜 13:27 - 13:57           | TBS系列        |
| 宮崎県         | 宮崎放送           | 5月19日        | 日曜 14:00 - 14:30           | TBS系列        |
| 秋田県         | 秋田テレビ         | 5月19日        | 日曜 14:30 - 15:00           | フジテレビ系列 |
| 岩手県         | 岩手めんこいテレビ | 5月19日        | 日曜 16:00 - 16:30           | フジテレビ系列 |
| 新潟県         | 新潟総合テレビ     | 5月19日        | 日曜 16:00 - 16:30           | フジテレビ系列 |
| 福井県         | 福井テレビ         | 5月19日        | 日曜 16:00 - 16:30           | フジテレビ系列 |
| 鹿児島県       | 鹿児島テレビ       | 5月19日        | 日曜 16:05 - 16:35           | フジテレビ系列 |
| 宮城県         | ミヤギテレビ       | 5月20日        | 月曜 2:30-3:00（日曜深夜）   | 日本テレビ系列 |
| 中京広域圏     | メ～テレ           | 5月22日        | 水曜 1:29 - 2:00（火曜深夜） | テレビ朝日系列 |
| 香川県・岡山県 | 山陽放送           | 5月22日        | 水曜 1:55 - 2:25（火曜深夜） | TBS系列        |
| 北海道         | 北海道文化放送     | 5月23日        | 木曜 0:55 - 1:25（水曜深夜） | フジテレビ系列 |
| 山梨県         | テレビ山梨         | 5月23日        | 木曜 1:25 - 1:55（水曜深夜） | TBS系列        |
| 石川県         | 北陸放送           | 5月23日        | 木曜 1:30 - 2:00（水曜深夜） | TBS系列        |
| 沖縄県         | 琉球放送           | 5月23日        | 木曜 1:49 - 2:19（水曜深夜） | TBS系列        |
| 山口県         | テレビ山口         | 5月24日        | 金曜 1:27 - 1:57（木曜深夜） | TBS系列        |
| 静岡県         | 静岡第一テレビ     | 5月24日        | 金曜 1:34 - 2:04（木曜深夜） | 日本テレビ系列 |
| 福岡県         | テレビ西日本       | 5月24日        | 金曜 2:25 - 2:55（木曜深夜） | フジテレビ系列 |
| 長崎県         | 長崎文化放送       | 5月25日        | 土曜 10:30 - 11:00           | テレビ朝日系列 |
| 熊本県         | 熊本県民テレビ     | 5月25日        | 土曜 14:30 - 15:00           | 日本テレビ系列 |
| 東京都         | TOKYO MX           | 5月25日        | 土曜 19:00 - 19:30           | 独立局         |
| 近畿広域圏     | 関西テレビ         | 5月26日        | 日曜 1:45 - 2:15（土曜深夜） | フジテレビ系列 |
| 広島県         | テレビ新広島       | 5月26日        | 日曜 1:50 - 2:20（土曜深夜） | フジテレビ系列 |
| 大分県         | 大分放送           | 5月26日        | 日曜 13:30 - 14:00           | TBS系列        |
| 青森県         | 青森放送           | 5月26日        | 日曜 14:00 - 14:30           | 日本テレビ系列 |
| 長野県         | 長野放送           | 5月26日        | 日曜 14:00 - 14:30           | フジテレビ系列 |
| 山形県         | テレビユー山形     | 5月26日        | 日曜 15:30 - 16:00           | TBS系列        |
| 福岡県         | 九州朝日放送       | 5月29日        | 水曜 3:00 - 3:30（火曜深夜） | テレビ朝日系列 |

## コラボレーション
2024年5月31日から6月28日まで、北海道ボールパークFビレッジとのコラボイベント『劇場版『ウマ娘 プリティーダービー 新時代の扉』×Fビレッジコラボ』が開催された。期間中、コラボ限定グッズの販売も実施。6月13日には『劇場版ウマ娘Fビレッジコラボナイター』が開催され、藤本侑里・小倉唯・福嶋晴菜によるトークショー、エスコンフィールドHOKKAIDOにて北海道日本ハムファイターズ対中日ドラゴンズ戦の始球式が行われた。
6月12日にはnetkeiba.comのYouTube公式チャンネルにて、フジキセキとジャングルポケットの主戦騎手だった角田晃一（現・JRA調教師）が、息子である角田大和・角田大河と共に本作品を鑑賞する企画が行われた。